# Hans Werckmeister
Hans Werckmeister (né en 1879 à Berlin et mort le 4 juillet 1929 dans la même ville) est un acteur, réalisateur et un metteur en scène allemand.

## Biographie
Hans Werckmeister fit probablement ses débuts vers 1900 à Berlin, où il joua dans plusieurs théâtres. En 1910, il fut metteur en scène au Neuen Theater et, au cours de l'année 1911, devint metteur en scène en chef au Deutsches Künstlertheater (de).
Entre 1917 et 1928, il fit aussi du cinéma, en travaillant, entre autres, pour la Deutsche Lichtbild-Gesellschaft (de). Il réalisa notamment un film de science-fiction remarqué, Algol, avec Emil Jannings dans le rôle principal.
Il fut le père de l'actrice Vicky Werckmeister (de), qui fit carrière notamment sous le Troisième Reich.

## Filmographie partielle
- 1920 : Algol

## Source de la traduction
- (de) Cet article est partiellement ou en totalité issu de l’article de Wikipédia en allemand intitulé « Hans Werckmeister » (voir la liste des auteurs).